# Municipio Calimaya
Koordinaten: 19° 10′ N, 99° 37′ W
Calimaya ist ein Municipio im mexikanischen Bundesstaat México. Es gehört zur Zona Metropolitana del Valle de Toluca, der Metropolregion um Toluca de Lerdo.
Der Sitz der Gemeinde und größte Ort im Municipio ist Calimaya de Díaz mit etwa 11.000 Einwohnern; weitere Orte des Municipios mit mehr als 5.000 Einwohnern sind Santa María Nativitas, Zaragoza de Guadalupe und San Andrés Ocotlán. Die Bevölkerungszahl des Municipios betrug beim Zensus 2010 47.033 Personen, die Fläche des Municipios beläuft sich auf 102,3 km².

## Geographie
Calimaya liegt zentral im östlichen Teil des Bundesstaates México, etwa 15 km südlich von Toluca de Lerdo.
Das Municipio grenzt an die Municipios Toluca, Metepec, Mexicaltzingo, Chapultepec, Tianguistenco, San Antonio la Isla, Rayón und Tenango del Valle.